# Harold Bradley
Pour les articles homonymes, voir Bradley.
Harold Willard Bradley Jr. (né à Chicago le 13 octobre 1929 et mort le 13 avril 2021 à Rome) est un ancien joueur de football américain et un acteur, chanteur, artiste et peintre.

## Biographie
Harold Bradley a joué au football américain universitaire à l' Université de l'Iowa ainsi que quatre saisons  de 1954 à 1958 dans la NFL .
Bradley a obtenu une bourse en 1959 pour étudier à l'Université pour étrangers de Pérouse en Italie. En 1961, il a créé un atelier d'art à Rome appelé Folkstudio. Pendant la journée, Bradley utilisait le studio pour exposer ses peintures tout en le transformant en club de jazz le soir.
Harold Bradley  a  joué dans plus de 25 films italiens en tant qu'acteur.
En 1968, Harold Bradley retourne aux États-Unis après avoir accepté un poste de conservateur au Illinois Arts Council, à Chicago.

## Filmographie partielle

### Cinéma
- 1960 : La tragica notte di Assisi de Raffaello Pacini
- 1961 : Barabbas de Richard Fleischer
- 1962 :  Sémiramis, déesse de l'Orient (Servo di Semiramide) de Primo Zeglio
- 1962 :  Maciste contre les géants (Maciste, il gladiatore più forte del mondo) de Michele Lupo
- 1962 :  Il gladiatore di Roma de Mario Costa
- 1963 : Cléopâtre (Cleopatra) de Joseph L. Mankiewicz
- 1963 : Le Retour des Titans (Maciste, l'eroe più grande del mondo) de Michele Lupo
- 1963 : Héros de Babylone (L’eroe di Babilonia) de Siro Marcellini
- 1964 : L'Enfer de Gengis Khan (Maciste nell'inferno di Gengis Khan) de Domenico Paolella
- 1964 : La Chute de l'Empire romain (The Fall of the Roman Empire) d'Anthony Mann
- 1967 :  Qui êtes-vous inspecteur Chandler ? (Troppo per vivere ... poco per morire de Michele Lupo
- 1967 : Furie au Missouri (I giorni della violenza) de Alfonso Brescia
- 1967 : I giorni della violenza d'Alfonso Brescia
- 2002 : Gangs of New York de Martin Scorsese
- 2011 : Habemus Papam de Nanni Moretti

### Séries télévisées
- 1965 : La donna di fiori, parties de barman 1, 4, 5, 6 .
- 1967 : La fête des femmes, Sambo, part # 1.1.
- 1979 : The Chisholms, serviteur parties 1, 2, 3, 4 .
- 2002 : Valeria medico legale, avec C.Koll 2ème saison, 1ère partie Bentornata Valeria.